# Курикаево (озеро)
Курикаево (Курикаевское) — озеро в России, располагается на территории Кирилловского района Вологодской области.
Площадь водной поверхности озера равняется 0,12 км². Длина береговой линии — 1,7 км. Уровень уреза воды находится на высоте 122 м над уровнем моря. Максимальная глубина достигает 5,9 м, средняя глубина — 4,7 м. Через протоку на юге сообщается с Шекснинским водохранилищем.